# No-Man
No-Man ist ein britisches Artpop-Duo. Es wurde 1987 unter dem Namen No Man Is An Island (Except The Isle Of Man) vom Sänger Tim Bowness und dem Multiinstrumentalisten Steven Wilson gegründet. Bisher hat die Gruppe sechs Studioalben veröffentlicht.

## Bandgeschichte

### Vorgeschichte (1986 bis 1989)
No-Man war ursprünglich ein 1986 unter dem Namen No Man Is An Island (Except The Isle of Man) gegründetes Solo-Projekt von Steven Wilson. Er nahm damals das Instrumental From A Toyshop Window auf, bei dem er Elemente des Progressive Rock mit denen des Synthie-Pop vermischte. 1987 tat er sich mit dem Sänger, Lyriker, Gelegenheitsgitarristen und Keyboarder Tim Bowness zusammen, der zu dieser Zeit in der Liverpooler Artpop-Band Plenty sang. Beide Musiker brachten eine Vielfalt musikalischer Einflüsse und Ideen in das gemeinsame Projekt ein und nahmen am ersten Tag ihrer Zusammenarbeit zwei sehr verschiedenartige Stücke auf: zum einen die episch-atmosphärische Ballade Faith's Last Doubt und zum anderen das aggressive Screaming Head Eternal.
Wilson und Bowness setzen ihre gemeinsame Aufnahmearbeit in den nächsten zwei Jahren fort. Einige dieser Aufnahmen erscheinen zehn Jahre später auf dem Album Speak. Die Aufnahmen standen unter dem Einfluss des Stils der Minimal Music und von Künstlern des 4AD-Labels wie This Mortal Coil sowie den Liedermachern Nick Drake und Scott Walker.
Ende 1988 wurde der Violinist Ben Coleman Mitglied des Projektes, nachdem er zuvor schon an einigen Aufnahmesessions von Wilson und Bowness beteiligt war. Der Gitarrist Stuart Blagden, der wie Bowness in der aus Manchester stammenden Gruppe Still gespielt hatte, vervollständigte 1989 die Besetzung. Auf dem Stück The Hidden Art Of Man Ray sind Coleman und Blagden erstmals zu hören.
Die Debüt-Single von No Man Is An Island war die im Walzertakt gehaltene Ballade The Girl From Missouri, die im Sommer 1989 erschien. Vom ausbleibenden Erfolg der Single enttäuscht lehnte die Band diese bald ab. In der Folgezeit liebäugelte die Band mit aggressivem Synthie-Pop. Blagden verließ No Man Is An Island schließlich wieder.

### Die Pop-Ära (1990 bis 1994)
Um 1990 verkürzte die Gruppe ihren Namen zu No-Man und wurde zu einem Trio. Von Gruppen wie Public Enemy und A Tribe Called Quest beeinflusst, integrierte No-Man Einflüsse des Dance und des Hip-Hops in ihren Artpop-Sound. Die erste Veröffentlichung unter dem neuen Bandnamen war die im Juni 1990 veröffentlichte Single Colours, die eine Cover-Version eines Titels von Donovan Leich aus den 1960er Jahren war. Die Single erregte einige Aufmerksamkeit und verschaffte No-Man einen Plattenvertrag mit dem Independent-Label One Little Indian, das damals unter anderem The Shamen und Björk unter Vertrag hatte.
Während dieser Zeit erhielt die Gruppe eine sehr wohlwollende Unterstützung durch die britischen Musikmedien. Darunter mehrere Anerkennungen als „Single Of The Week“ im Melody Maker, in Sounds und der irischen Musikzeitschrift Hot Press. Sie hatten mit Days In The Trees und Ocean Song zwei Songs in den Indie-Top-20-Hits.
No-Man’s erstes Minialbum Lovesighs - An Entertainment war eine Zusammenstellung früherer EPs und wurde im April 1992 veröffentlicht. Im Oktober des gleichen Jahres tourte die Gruppe durch England. Zur sechsköpfigen Besetzung gehörten die ehemaligen Mitglieder der Gruppe Japan Mick Karn, Steve Jansen und der Keyboarder Richard Barbieri. Das erste Album Loveblows & Lovecries - A Confession erschien im Mai 1993 und war stärker poporientiert. Zu dieser Zeit gehörten zur Live-Besetzung der Bassist Silas Maitland und der Schlagzeuger Chris Maitland. 1994 veröffentlichten No-Man ihr zweites Album Flowermouth. Die Aufnahmen darauf waren wesentlich ambitionierter als auf ihren Debütalbum. Zu den Gastmusikern gehörten Richard Barbieri, Steve Jansen, Robert Fripp und Ian Carr. Obwohl sich die Gruppe während der Aufnahme von Ben Coleman trennte, leistete er einen bedeutenden Beitrag zu den meisten Aufnahmen des Albums.

### Hinwendung zum Artrock (1995 bis 2000)
Ab 1994 gaben No-Man keine Livekonzerte mehr. Die beiden 1996 veröffentlichten Alben beendeten die erste Phase der Bandgeschichte.  Mit jeder weiteren Veröffentlichung entfernte sich die Gruppe von ihren eher konventionellen Rock- und Pop-Ursprüngen und spiegelte die Entwicklung von Künstlern wie Talk Talk, David Sylvian, Radiohead, Scott Walker und Kate Bush wider. Das 1996er Album Wild Opera und das nachfolgende Minialbum Dry Cleaning Ray (1997) loteten, unter Beibehaltung von No-Man's besonderer Vorliebe für Balladen, eine Kombination von dunkleren Dance-Sounds, experimentellem Artrock und verstärktem Trip-Hop aus. 1999 veröffentlichte die Gruppe mit Speak eine Zusammenstellung von zuvor meist noch nicht veröffentlichten frühen Ambient-Songs, die ein Jahrzehnt zuvor aufgenommen worden waren, die Bowness und Wilson jedoch gleichwertig zur auf den Labeln One Little Indian oder 3rd Stone Ltd veröffentlichten Musik ansahen.

### Rückkehr zum Liedhaften (ab 2000)
Speaks ruhigerer und atmosphärischerer Sound wies den Weg zu No-Man's weiteren Veröffentlichungen. Auf Returning Jesus von 2001 belebten und erweiterten sie die eklektische Ballade, die Jazz- und Progressive-Rock-Einflüsse von Flowermouth wieder. Das Album machte die Gruppe bei einem neuen Publikum bekannt. Nachdem No-Man ein Vertrag mit dem Label Snapper Music abgeschlossen hatten, veröffentlichten sie 2003 das Studioalbum Together We're Stranger, ein düsteres, bewegendes Album. 2006 gaben No-Man eines ihrer seltenen Livekonzerte. Am 12. Mai 2008 wurde das Studioalbum Schoolyard Ghosts veröffentlicht, das einige der besten Kritiken in der Bandgeschichte erhielt. Das Classic Rock Magazin bezeichnete es als „wahrhaft erhaben“. Unter den Gastmusikern befanden sich Pat Mastelotto, Theo Travis, Gavin Harrison, Colin Edwin, Bruce Kaphan (ex-American Music Club) und das The London Session Orchestra (unter der Leitung von Dave Stewart).
Am 27. Mai 2008 wurde angekündigt, dass die Musik von No-Man in einem preisgekrönten Film des studentischen Filmemachers Dan Faltz eingesetzt wird. Der Film basiert auf den Schriften von Dennis Cooper. Nach 15 Jahren gab es am 29. August 2008 in der Londoner Bush Hall erstmals wieder einen umfangreichen Liveauftritt. Diesem Auftritt folgten am 3. und 4. September zwei weitere Konzerte in Zoetermeer und Düsseldorf. Das Konzert im niederländischen Zoetermeer war der erste Auftritt von No-Man außerhalb von Großbritannien.
Der ausverkaufte Londoner Auftritt wurde im Oktober 2009 auf der Doppel-DVD Mixtaped veröffentlicht, welche außerdem eine Dokumentation der Bandhistorie und ausgewählte Promo-Videos enthält. Anfänglichen Online-Bestellungen wurde eine Audio-CD Highlights from Mixtaped beigelegt, welche ausgewähltes Audio-Material des Live-Auftrittes enthält.
Im November 2019 wurde das siebte Studioalbum "Love You To Bits" veröffentlicht.

## Live-Besetzung
Bei der Minitour im Jahr 2008 traten No-Man in folgender Besetzung auf:
- Tim Bowness - Gesang
- Steven Wilson - Gitarre
- Stephen Bennett - Keyboards
- Pete Morgan - Bassgitarre
- Michael Bearpark - Gitarre
- Steve Bingham - Elektrische Violine
- Andy Booker - Elektrische Drums

Während des Londoner Auftritts war der ehemalige, ursprüngliche No-Man-Violinist Ben Coleman bei der Aufführung des Stückes Things Change zu Gast.

## Diskografie

### Studioalben
- 1993: Loveblows & Lovecries - A Confession
- 1994: Flowermouth
- 1996: Wild Opera
- 2001: Returning Jesus
- 2003: Together We're Stranger
- 2008: Schoolyard Ghosts
- 2010: Wild Opera (Neuauflage)
- 2019: Love You to Bits

### Kompilationen, Minialben und Anderes
- 1992: Lovesighs - An Entertainment
- 1995: Heaven Taste
- 1995: Flowermix
- 1997: Dry Cleaning Ray
- 1998: Radio Sessions: 92-96
- 1999: Speak
- 2001: Lost Songs Vol 1
- 2006: All The Blue Changes - An Anthology 1988–2003
- 2024: Housekeeping – The Oli Years 1990–1994

### DVD Video
- 2009: Mixtaped

### Singles und EPs
- 1990: Colours
- 1991: Days in the Trees
- 1992: Ocean Song
- 1993: Sweetheart Raw
- 1993: Only Baby
- 1993: Painting Paradise EP
- 1994: Taking It Like a Man
- 1996: Housewives Hooked on Heroin
- 1998: Carolina Skeletons
- 2003: All That You Are
- 2007: The Break-Up for Real
- 2009: Wherever There Is Light